# 허수석
허수석(許守碩, 1956년 5월 2일 ~ )은 대한민국의 제7대 경상남도 의령군의원이었다.

## 학력
- 의령화정국민학교 졸업
- 진주대곡중학교 졸업
- 진주대곡고등학교 졸업
- 동아대학교 경영대학원 경영학 석사 졸업

## 경력
- 농협중앙회 근무
- 농협 의령군지부 부지부장
- 농협 부산시 충렬동·진주시 도동·거제시 옥포동 지점장
- 자유총연맹 의령군 부지회장
- 대의면 자연보호협의 회장
- 의령군 발전협의회 회원
- 남인수 기념사업회 부회장
- 2015.08 ~ 2018.05 제7대 경상남도 의령군의회 의원
- 2015.08 ~ 2016.07 제7대 경상남도 의령군의회 전반기 자치행정위원회 위원
- 2015.08 ~ 2016.07 제7대 경상남도 의령군의회 전반기 예산결산특별위원회 위원장
- 2015.09.09 새누리당 입당
- 2016.07 ~ 2018.05 제7대 경상남도 의령군의회 후반기 부의장
- 2016.07 ~ 2018.05 제7대 경상남도 의령군의회 후반기 산업건설위원회 위원

## 역대 선거 결과
|  | 19.49% |

|  | 31.10% |

|  | 23.84% |